# Primera División de Chile 1970
El Campeonato Nacional de Fútbol de la Primera División de 1970 fue el torneo disputado en la 38.ª temporada de la máxima categoría del fútbol profesional chileno, con la participación de 18 equipos.
El torneo se dividió en dos zonas basadas en un criterio geográfico:
- Metropolitano (8 equipos. 7 de Santiago y 1 de Rancagua)
- Provincial (10 equipos. Del resto del país)

Los 5 primeros de cada zona clasifican con puntos extras para el Torneo Nacional. 
El campeón fue Colo-Colo que logró su décimo campeonato, luego de 7 años de sequía.

## Torneo Metropolitano
| Pos | Equipo               | PJ | PG | PE | PP | GF | GC | Dif | Pts | Bonificación |
| --- | -------------------- | -- | -- | -- | -- | -- | -- | --- | --- | ------------ |
| 1   | Unión Española       | 14 | 10 | 2  | 2  | 23 | 10 | 13  | 22  | 5            |
| 2   | Universidad Católica | 14 | 9  | 2  | 3  | 30 | 18 | 12  | 20  | 4            |
| 3   | Colo-Colo            | 14 | 6  | 3  | 5  | 20 | 16 | 4   | 15  | 3            |
| 4   | Universidad de Chile | 14 | 4  | 7  | 3  | 28 | 25 | 3   | 15  | 2            |
| 5   | O'Higgins            | 14 | 3  | 6  | 5  | 19 | 21 | -2  | 12  | 1            |
| 6   | Palestino            | 14 | 4  | 3  | 7  | 21 | 27 | -6  | 11  | 0            |
| 7   | Audax Italiano       | 14 | 3  | 4  | 7  | 18 | 27 | -9  | 10  | 0            |
| 8   | Magallanes           | 14 | 2  | 3  | 9  | 12 | 27 | -15 | 7   | 0            |

PJ=Partidos jugados; PG=Partidos ganados; PE=Partidos empatados; PP=Partidos perdidos; GF=Goles a favor; GC=Goles en contra; Dif=Diferencia de gol; Pts=Puntos
|  | Clasifica al Torneo Nacional con puntos de bonificación. |

## Torneo Provincial
| Pos | Equipo                | PJ | PG | PE | PP | GF | GC | Dif | Pts | Bonificación |
| --- | --------------------- | -- | -- | -- | -- | -- | -- | --- | --- | ------------ |
| 1   | Deportes Concepción   | 18 | 9  | 5  | 4  | 35 | 24 | 11  | 23  | 5            |
| 2   | Green Cross-Temuco    | 18 | 8  | 6  | 4  | 34 | 24 | 10  | 22  | 4            |
| 3   | Huachipato            | 18 | 8  | 4  | 6  | 29 | 22 | 7   | 20  | 3            |
| 4   | Deportes La Serena    | 18 | 7  | 6  | 5  | 23 | 20 | 3   | 20  | 2            |
| 5   | Everton               | 18 | 6  | 7  | 5  | 26 | 24 | 2   | 19  | 1            |
| 6   | Antofagasta Portuario | 18 | 6  | 7  | 5  | 19 | 19 | 0   | 19  | 0            |
| 7   | Lota Schwager         | 18 | 6  | 5  | 7  | 29 | 25 | 4   | 17  | 0            |
| 8   | Rangers               | 18 | 6  | 4  | 8  | 22 | 24 | -2  | 16  | 0            |
| 9   | Santiago Wanderers    | 18 | 5  | 4  | 9  | 19 | 34 | -15 | 14  | 0            |
| 10  | Unión La Calera       | 18 | 2  | 6  | 10 | 23 | 43 | -20 | 10  | 0            |

PJ=Partidos jugados; PG=Partidos ganados; PE=Partidos empatados; PP=Partidos perdidos; GF=Goles a favor; GC=Goles en contra; Dif=Diferencia de gol; Pts=Puntos
|  | Clasifica al Torneo Nacional con puntos de bonificación. |

## Torneo Nacional
Se enfrentan en dos zonas sorteadas entre equipos de Santiago y Provincias. Los 5 primeros del torneo metropolitano y provincial clasifican con puntos de bonificación.
Los 4 primeros de cada zona clasifican a la liguilla final por el campeonato.
Los últimos de cada zona, juegan un repechaje para definir al equipo descendido de la temporada.

### Zona A
| Pos | Equipo                | PJ | PG | PE | PP | GF | GC | Dif | Pts |
| --- | --------------------- | -- | -- | -- | -- | -- | -- | --- | --- |
| 1   | Universidad Católica  | 18 | 10 | 2  | 6  | 32 | 27 | 5   | 26  |
| 2   | Lota Schwager         | 18 | 9  | 6  | 3  | 21 | 13 | 8   | 24  |
| 3   | Deportes Concepción   | 18 | 6  | 7  | 5  | 23 | 20 | 3   | 24  |
| 4   | Universidad de Chile  | 18 | 8  | 5  | 5  | 18 | 12 | 6   | 23  |
| 5   | O'Higgins             | 18 | 7  | 5  | 6  | 23 | 21 | 2   | 20  |
| 6   | Huachipato            | 18 | 5  | 6  | 7  | 27 | 25 | 2   | 19  |
| 7   | Audax Italiano        | 18 | 7  | 2  | 9  | 18 | 21 | -3  | 16  |
| 8   | Antofagasta Portuario | 18 | 3  | 7  | 8  | 15 | 26 | -11 | 13  |
| 9   | Unión La Calera       | 18 | 1  | 8  | 9  | 18 | 37 | -19 | 10  |

PJ=Partidos jugados; PG=Partidos ganados; PE=Partidos empatados; PP=Partidos perdidos; GF=Goles a favor; GC=Goles en contra; Dif=Diferencia de gol; Pts=Puntos
|  | Juega la Liguilla Final.         |
|  | Juega Repechaje por el Descenso. |

### Zona B
| Pos | Equipo             | PJ | PG | PE | PP | GF | GC | Dif | Pts |
| --- | ------------------ | -- | -- | -- | -- | -- | -- | --- | --- |
| 1   | Unión Española     | 18 | 10 | 7  | 1  | 35 | 18 | 17  | 32  |
| 2   | Everton            | 18 | 11 | 3  | 4  | 34 | 22 | 12  | 26  |
| 3   | Colo-Colo          | 18 | 7  | 6  | 5  | 26 | 23 | 3   | 23  |
| 4   | Green Cross-Temuco | 18 | 6  | 6  | 6  | 24 | 21 | 3   | 22  |
| 5   | Magallanes         | 18 | 6  | 5  | 7  | 29 | 30 | -1  | 17  |
| 6   | Deportes La Serena | 18 | 5  | 4  | 9  | 16 | 28 | -12 | 16  |
| 7   | Rangers            | 18 | 5  | 5  | 8  | 23 | 28 | -5  | 15  |
| 8   | Santiago Wanderers | 18 | 6  | 3  | 9  | 20 | 29 | -9  | 15  |
| 9   | Palestino          | 18 | 3  | 7  | 8  | 26 | 30 | -4  | 13  |

PJ=Partidos jugados; PG=Partidos ganados; PE=Partidos empatados; PP=Partidos perdidos; GF=Goles a favor; GC=Goles en contra; Dif=Diferencia de gol; Pts=Puntos
|  | Juega la Liguilla Final.         |
|  | Juega Repechaje por el Descenso. |

## Liguilla Final
| Pos | Equipo               | PJ | PG | PE | PP | GF | GC | Dif | Pts |
| --- | -------------------- | -- | -- | -- | -- | -- | -- | --- | --- |
| 1   | Unión Española       | 7  | 6  | 0  | 1  | 17 | 5  | 12  | 12  |
| 2   | Colo-Colo            | 7  | 6  | 0  | 1  | 19 | 9  | 10  | 12  |
| 3   | Universidad de Chile | 7  | 4  | 0  | 3  | 11 | 8  | 3   | 8   |
| 4   | Universidad Católica | 7  | 4  | 0  | 3  | 13 | 16 | -3  | 8   |
| 5   | Deportes Concepción  | 7  | 3  | 1  | 3  | 13 | 13 | 0   | 7   |
| 6   | Everton              | 7  | 3  | 0  | 4  | 11 | 11 | 0   | 6   |
| 7   | Lota Schwager        | 7  | 1  | 1  | 5  | 8  | 17 | -9  | 3   |
| 8   | Green Cross-Temuco   | 7  | 0  | 0  | 7  | 5  | 18 | -13 | 0   |

PJ=Partidos jugados; PG=Partidos ganados; PE=Partidos empatados; PP=Partidos perdidos; GF=Goles a favor; GC=Goles en contra; Dif=Diferencia de gol; Pts=Puntos
|  | Juega final por el campeonato. Clasifica a la Copa Libertadores 1971. |

## Final
|       | POR   | Manuel Araya         |     |
|       | DEF   | Aldo Valentini       |     |
|       | DEF   | Leonel Herrera       |     |
|       | DEF   | Rafael González      |     |
|       | DEF   | Gerardo Castañeda    |     |
|       | MED   | Sergio Ramírez       |     |
|       | MED   | Humberto Cruz        |     |
|       | DEL   | Juan Carlos Gangas   | 46' |
|       | DEL   | Víctor Zelada        |     |
|       | DEL   | Elson Beyruth        |     |
|       | DEL   | Leonel Sánchez       |     |
| D. T. | D. T. | Francisco Hormazábal |     |

|       | POR   | Juan Olivares    |  |
|       | DEF   | Remigio Avendaño |  |
|       | DEF   | Juan Rodríguez   |  |
|       | DEF   | Raúl Angulo      |  |
|       | DEF   | Antonio Arias    |  |
|       | MED   | Carlos Pacheco   |  |
|       | MED   | Pedro García     |  |
|       | DEL   | Rogelio Farías   |  |
|       | DEL   | Eladio Zárate    |  |
|       | DEL   | Francisco Valdés |  |
|       | DEL   | Leonardo Véliz   |  |
| D. T. | D. T. | Pedro Areso      |  |

|  | DEL | Sergio Ahumada | 46' |

| 24' · 110' | Elson Beyruth | 1:0 2:1 |

| 43' | Carlos Pacheco | 1:1 |

| Principal | Pedro Reyes |

|       | POR   | Manuel Araya         |     |
|       | DEF   | Aldo Valentini       |     |
|       | DEF   | Leonel Herrera       |     |
|       | DEF   | Rafael González      |     |
|       | DEF   | Gerardo Castañeda    |     |
|       | MED   | Sergio Ramírez       |     |
|       | MED   | Humberto Cruz        |     |
|       | DEL   | Juan Carlos Gangas   | 46' |
|       | DEL   | Víctor Zelada        |     |
|       | DEL   | Elson Beyruth        |     |
|       | DEL   | Leonel Sánchez       |     |
| D. T. | D. T. | Francisco Hormazábal |     |

|       | POR   | Juan Olivares    |  |
|       | DEF   | Remigio Avendaño |  |
|       | DEF   | Juan Rodríguez   |  |
|       | DEF   | Raúl Angulo      |  |
|       | DEF   | Antonio Arias    |  |
|       | MED   | Carlos Pacheco   |  |
|       | MED   | Pedro García     |  |
|       | DEL   | Rogelio Farías   |  |
|       | DEL   | Eladio Zárate    |  |
|       | DEL   | Francisco Valdés |  |
|       | DEL   | Leonardo Véliz   |  |
| D. T. | D. T. | Pedro Areso      |  |

|  | DEL | Sergio Ahumada | 46' |

| 24' · 110' | Elson Beyruth | 1:0 2:1 |

| 43' | Carlos Pacheco | 1:1 |

| Principal | Pedro Reyes |

|       | POR   | Manuel Araya         |     |
|       | DEF   | Aldo Valentini       |     |
|       | DEF   | Leonel Herrera       |     |
|       | DEF   | Rafael González      |     |
|       | DEF   | Gerardo Castañeda    |     |
|       | MED   | Sergio Ramírez       |     |
|       | MED   | Humberto Cruz        |     |
|       | DEL   | Juan Carlos Gangas   | 46' |
|       | DEL   | Víctor Zelada        |     |
|       | DEL   | Elson Beyruth        |     |
|       | DEL   | Leonel Sánchez       |     |
| D. T. | D. T. | Francisco Hormazábal |     |

|       | POR   | Juan Olivares    |  |
|       | DEF   | Remigio Avendaño |  |
|       | DEF   | Juan Rodríguez   |  |
|       | DEF   | Raúl Angulo      |  |
|       | DEF   | Antonio Arias    |  |
|       | MED   | Carlos Pacheco   |  |
|       | MED   | Pedro García     |  |
|       | DEL   | Rogelio Farías   |  |
|       | DEL   | Eladio Zárate    |  |
|       | DEL   | Francisco Valdés |  |
|       | DEL   | Leonardo Véliz   |  |
| D. T. | D. T. | Pedro Areso      |  |

|  | DEL | Sergio Ahumada | 46' |

| 24' · 110' | Elson Beyruth | 1:0 2:1 |

| 43' | Carlos Pacheco | 1:1 |

| Principal | Pedro Reyes |

|       | POR   | Manuel Araya         |     |
|       | DEF   | Aldo Valentini       |     |
|       | DEF   | Leonel Herrera       |     |
|       | DEF   | Rafael González      |     |
|       | DEF   | Gerardo Castañeda    |     |
|       | MED   | Sergio Ramírez       |     |
|       | MED   | Humberto Cruz        |     |
|       | DEL   | Juan Carlos Gangas   | 46' |
|       | DEL   | Víctor Zelada        |     |
|       | DEL   | Elson Beyruth        |     |
|       | DEL   | Leonel Sánchez       |     |
| D. T. | D. T. | Francisco Hormazábal |     |

|       | POR   | Juan Olivares    |  |
|       | DEF   | Remigio Avendaño |  |
|       | DEF   | Juan Rodríguez   |  |
|       | DEF   | Raúl Angulo      |  |
|       | DEF   | Antonio Arias    |  |
|       | MED   | Carlos Pacheco   |  |
|       | MED   | Pedro García     |  |
|       | DEL   | Rogelio Farías   |  |
|       | DEL   | Eladio Zárate    |  |
|       | DEL   | Francisco Valdés |  |
|       | DEL   | Leonardo Véliz   |  |
| D. T. | D. T. | Pedro Areso      |  |

|  | DEL | Sergio Ahumada | 46' |

| 24' · 110' | Elson Beyruth | 1:0 2:1 |

| 43' | Carlos Pacheco | 1:1 |

| Principal | Pedro Reyes |

## Campeón
|                               |
| Campeón Colo-Colo 10.º título |
|                               |

## Repechaje por el Descenso
| Pos | Equipo          | PJ | PG | PE | PP | GF | GC | Dif | Pts |
| --- | --------------- | -- | -- | -- | -- | -- | -- | --- | --- |
| 1   | Unión La Calera | 3  | 1  | 1  | 1  | 7  | 4  | 3   | 3   |
| 2   | Palestino       | 3  | 1  | 1  | 1  | 4  | 7  | -3  | 3   |

PJ=Partidos jugados; PG=Partidos ganados; PE=Partidos empatados; PP=Partidos perdidos; GF=Goles a favor; GC=Goles en contra; Dif=Diferencia de gol; Pts=Puntos
|  | Desciende a Segunda División. |

| 10 de diciembre de 1970 | Palestino                             | 3:2 | Unión La Calera     | Estadio Santa Laura, Santiago                            |                                                          |
|                         | Torres 6' · Fuentes 49' · Ramírez 59' |     | 25', 50' Martinolli | Asistencia: 6.600 espectadores Árbitro(s): Carlos Robles | Asistencia: 6.600 espectadores Árbitro(s): Carlos Robles |

| 13 de diciembre de 1970 | Unión La Calera                                         | 4:0 | Palestino | Estadio Municipal, La Calera                                 |                                                              |
|                         | Martinolli 7' (pen.) · Duarte 49' · Bracamonte 56', 73' |     |           | Asistencia: 8.300 espectadores Árbitro(s): Rafael Hormazábal | Asistencia: 8.300 espectadores Árbitro(s): Rafael Hormazábal |

| 15 de diciembre de 1970 | Unión La Calera     | 1:1 | Palestino         | Estadio Sausalito, Viña del Mar                             |                                                             |
|                         | Aníbal Grisetti 36' |     | 30' Oscar Fuentes | Asistencia: 15.000 espectadores Árbitro(s): Domingo Massaro | Asistencia: 15.000 espectadores Árbitro(s): Domingo Massaro |

## Goleadores
| Jugador              | Jugador                  | Goles | Equipo               |
| -------------------- | ------------------------ | ----- | -------------------- |
| Bandera de Chile     | Osvaldo Castro           | 36    | Deportes Concepción  |
| Bandera de Chile     | Sergio Messen            | 28    | Universidad Católica |
| Bandera de Paraguay  | Eladio Zárate            | 21    | Unión Española       |
| Bandera de Brasil    | Elson Beyruth            | 19    | Colo-Colo            |
| Bandera de Argentina | Osvaldo González         | 19    | Green Cross-Temuco   |
| Bandera de Argentina | Óscar Fuentes            | 19    | Palestino            |
| Bandera de Chile     | Daniel Escudero          | 18    | Everton              |
| Bandera de Chile     | Fernando Osorio          | 17    | Lota Schwager        |
| Bandera de Chile     | David Henry              | 16    | Everton              |
| Bandera de Chile     | Rogelio Farías           | 15    | Unión Española       |
| Bandera de Chile     | Alberto Fouilloux        | 14    | Huachipato           |
| Bandera de Argentina | Jorge Américo Spedaletti | 14    | Universidad de Chile |
| Bandera de Chile     | Carlos Caszely           | 13    | Colo-Colo            |
| Bandera de Uruguay   | Alberto Ferrero          | 12    | Santiago Wanderers   |